# Lijst van voetbalinterlands Indonesië - Maleisië
Deze lijst van voetbalinterlands is een overzicht van alle officiële voetbalwedstrijden tussen de nationale teams van Indonesië en Maleisië. De landen speelden tot op heden 73 keer tegen elkaar. De eerste ontmoeting, een vriendschappelijke wedstrijd, werd gespeeld in Shah Alam op 7 september 1957. De laatste confrontatie, een groepswedstrijd tijdens de Zuidoost-Azië Cup 2020, vond plaats op 19 december 2021 in Singapore.

## Wedstrijden
| №  | Plaats              | Datum             | Competitie                      | Wedstrijd            | Uitslag |
| -- | ------------------- | ----------------- | ------------------------------- | -------------------- | ------- |
| 1  | Shah Alam           | 7 september 1957  | Vriendschappelijk               | Malakka − Indonesië  | 2 − 4   |
| 2  | Kuala Lumpur        | 30 augustus 1958  | Vriendschappelijk               | Malakka − Indonesië  | 3 − 2   |
| 3  | Kuala Lumpur        | 13 augustus 1961  | Vriendschappelijk               | Malakka − Indonesië  | 1 − 2   |
| 4  | Jakarta             | 28 augustus 1962  | Aziatische Spelen 1962          | Malakka − Indonesië  | 3 − 2   |
| 5  | Bangkok             | 20 november 1968  | Vriendschappelijk               | Maleisië − Indonesië | 0 − 1   |
| 6  | Bangkok             | 28 november 1968  | Vriendschappelijk               | Indonesië − Maleisië | 6 − 1   |
| 7  | Kuala Lumpur        | 4 november 1969   | Vriendschappelijk               | Maleisië − Indonesië | 1 − 3   |
| 8  | Kuala Lumpur        | 9 november 1969   | Vriendschappelijk               | Maleisië − Indonesië | 2 − 3   |
| 9  | Kuala Lumpur        | 15 augustus 1970  | Vriendschappelijk               | Maleisië − Indonesië | 4 − 0   |
| 10 | Bangkok             | 13 november 1970  | Vriendschappelijk               | Indonesië − Maleisië | 3 − 0   |
| 11 | Bangkok             | 20 november 1970  | Vriendschappelijk               | Maleisië − Indonesië | 3 − 1   |
| 12 | Seoel               | 13 mei 1971       | Vriendschappelijk               | Indonesië − Maleisië | 4 − 2   |
| 13 | Bangkok             | 1 juni 1971       | Azië Cup 1972 kwalificatie      | Maleisië − Indonesië | 3 − 0   |
| 14 | Bangkok             | 10 november 1971  | Vriendschappelijk               | Indonesië − Maleisië | 2 − 0   |
| 15 | Jakarta             | 13 juni 1972      | Vriendschappelijk               | Indonesië − Maleisië | 3 − 0   |
| 16 | Seoel               | 28 september 1972 | Vriendschappelijk               | Indonesië − Maleisië | 3 − 1   |
| 17 | Bangkok             | 20 maart 1975     | Azië Cup 1976 kwalificatie      | Maleisië − Indonesië | 0 − 0   |
| 18 | Jakarta             | 14 juni 1975      | Vriendschappelijk               | Indonesië − Maleisië | 3 − 1   |
| 19 | Bangkok             | 24 december 1975  | Vriendschappelijk               | Maleisië − Indonesië | 2 − 1   |
| 20 | Jakarta             | 10 juni 1976      | Vriendschappelijk               | Indonesië − Maleisië | 1 − 2   |
| 21 | Kuala Lumpur        | 12 augustus 1976  | Vriendschappelijk               | Maleisië − Indonesië | 7 − 1   |
| 22 | Singapore           | 3 maart 1977      | WK 1978 kwalificatie            | Indonesië − Maleisië | 0 − 0   |
| 23 | Kuala Lumpur        | 19 juli 1977      | Vriendschappelijk               | Maleisië − Indonesië | 5 − 1   |
| 24 | Bangkok             | 29 oktober 1977   | Vriendschappelijk               | Maleisië − Indonesië | 3 − 0   |
| 25 | Shah Alam           | 19 november 1977  | Zuidoost-Aziatische Spelen 1977 | Indonesië − Maleisië | 2 − 1   |
| 26 | Jakarta             | 13 juni 1978      | Vriendschappelijk               | Indonesië − Maleisië | 3 − 0   |
| 27 | Kuala Lumpur        | 19 juli 1978      | Vriendschappelijk               | Maleisië − Indonesië | 1 − 0   |
| 28 | Bangkok             | 13 januari 1979   | Azië Cup 1980 kwalificatie      | Maleisië − Indonesië | 4 − 1   |
| 29 | Kuala Lumpur        | 29 juni 1979      | Vriendschappelijk               | Maleisië − Indonesië | 1 − 1   |
| 30 | Seoel               | 17 september 1979 | Vriendschappelijk               | Maleisië − Indonesië | 3 − 2   |
| 31 | Jakarta             | 26 september 1979 | Zuidoost-Aziatische Spelen 1979 | Indonesië − Maleisië | 0 − 0   |
| 32 | Jakarta             | 30 september 1979 | Zuidoost-Aziatische Spelen 1979 | Indonesië − Maleisië | 0 − 1   |
| 33 | Seoel               | 31 augustus 1980  | Vriendschappelijk               | Indonesië − Maleisië | 1 − 1   |
| 34 | Kuala Lumpur        | 27 oktober 1980   | Vriendschappelijk               | Maleisië − Indonesië | 1 − 1   |
| 35 | Bangkok             | 21 november 1980  | Vriendschappelijk               | Indonesië − Maleisië | 2 − 1   |
| 36 | Kuala Lumpur        | 9 september 1981  | Vriendschappelijk               | Maleisië − Indonesië | 2 − 0   |
| 37 | Bangkok             | 2 mei 1982        | Vriendschappelijk               | Indonesië − Maleisië | 1 − 1   |
| 38 | Kuala Lumpur        | 5 augustus 1982   | Vriendschappelijk               | Maleisië − Indonesië | 0 − 2   |
| 39 | Singapore           | 17 oktober 1982   | Vriendschappelijk               | Indonesië − Maleisië | 0 − 0   |
| 40 | Kuala Lumpur        | 26 augustus 1984  | Vriendschappelijk               | Maleisië − Indonesië | 2 − 2   |
| 41 | Bangkok             | 16 december 1985  | Zuidoost-Aziatische Spelen 1985 | Indonesië − Maleisië | 0 − 1   |
| 42 | Singapore           | 1 september 1986  | Vriendschappelijk               | Indonesië − Maleisië | 2 − 2   |
| 43 | Gwangju             | 27 september 1986 | Aziatische Spelen 1986          | Indonesië − Maleisië | 1 − 0   |
| 44 | Bandar Seri Begawan | 20 juli 1987      | Vriendschappelijk               | Indonesië − Maleisië | 1 − 6   |
| 45 | Bandar Seri Begawan | 26 juli 1987      | Vriendschappelijk               | Maleisië − Indonesië | 4 − 1   |
| 46 | Jakarta             | 20 september 1987 | Zuidoost-Aziatische Spelen 1987 | Maleisië − Indonesië | 0 − 1   |
| 47 | Shah Alam           | 8 december 1988   | Vriendschappelijk               | Maleisië − Indonesië | 0 − 0   |
| 48 | Kuala Lumpur        | 25 augustus 1989  | Zuidoost-Aziatische Spelen 1989 | Maleisië − Indonesië | 2 − 0   |
| 49 | Shah Alam           | 6 februari 1991   | Vriendschappelijk               | Maleisië − Indonesië | 1 − 2   |
| 50 | Manilla             | 26 november 1991  | Zuidoost-Aziatische Spelen 1991 | Maleisië − Indonesië | 2 − 2   |
| 51 | Singapore           | 25 april 1992     | Azië Cup 1992 kwalificatie      | Maleisië − Indonesië | 1 − 1   |
| 52 | Jakarta             | 8 augustus 1992   | Vriendschappelijk               | Indonesië − Maleisië | 1 − 1   |
| 53 | Chiang Mai          | 8 december 1995   | Zuidoost-Aziatische Spelen 1995 | Indonesië − Maleisië | 3 − 0   |
| 54 | Shah Alam           | 2 maart 1996      | Azië Cup 1996 kwalificatie      | Maleisië − Indonesië | 0 − 0   |
| 55 | Singapore           | 13 september 1996 | Zuidoost-Azië Cup 1996          | Maleisië − Indonesië | 3 − 1   |
| 56 | Jakarta             | 10 oktober 1997   | Zuidoost-Aziatische Spelen 1997 | Maleisië − Indonesië | 0 − 4   |
| 57 | Bandar Seri Begawan | 2 augustus 1999   | Zuidoost-Aziatische Spelen 1999 | Maleisië − Indonesië | 0 − 6   |
| 58 | Jakarta             | 27 december 2002  | Zuidoost-Azië Cup 2002          | Indonesië − Maleisië | 0 − 1   |
| 59 | Shah Alam           | 26 september 2003 | Vriendschappelijk               | Maleisië − Indonesië | 1 − 1   |
| 60 | Johor Bahru         | 17 maart 2004     | Vriendschappelijke              | Maleisië − Indonesië | 0 − 0   |
| 61 | Jakarta             | 28 december 2004  | Zuidoost-Azië Cup 2004          | Indonesië − Maleisië | 1 − 2   |
| 62 | Kuala Lumpur        | 3 januari 2005    | Zuidoost-Azië Cup 2004          | Maleisië − Indonesië | 1 − 4   |
| 63 | Shah Alam           | 23 augustus 2006  | Vriendschappelijk               | Maleisië − Indonesië | 1 − 1   |
| 64 | Soerabaja           | 6 juni 2008       | Vriendschappelijk               | Indonesië − Maleisië | 1 − 1   |
| 65 | Jakarta             | 1 december 2010   | Zuidoost-Azië Cup 2010          | Indonesië − Maleisië | 5 − 1   |
| 66 | Kuala Lumpur        | 26 december 2010  | Zuidoost-Azië Cup 2010          | Maleisië − Indonesië | 3 − 0   |
| 67 | Jakarta             | 29 december 2010  | Zuidoost-Azië Cup 2010          | Indonesië − Maleisië | 2 − 1   |
| 68 | Kuala Lumpur        | 1 december 2012   | Zuidoost-Azië Cup 2012          | Maleisië − Indonesië | 2 − 0   |
| 69 | Sidoarjo            | 14 september 2014 | Vriendschappelijk               | Indonesië − Maleisië | 2 − 0   |
| 70 | Surakarta           | 6 september 2016  | Vriendschappelijk               | Indonesië − Maleisië | 3 − 0   |
| 71 | Jakarta             | 5 september 2019  | WK 2022 kwalificatie            | Indonesië − Maleisië | 2 − 3   |
| 72 | Kuala Lumpur        | 19 november 2019  | WK 2022 kwalificatie            | Maleisië − Indonesië | 2 − 0   |
| 73 | Singapore           | 19 december 2021  | Zuidppst-Azië Cup 2020          | Maleisië − Indonesië | 1 − 4   |

## Samenvatting
| Competitie                 | Totaal gespeeld | Winst Indonesië | Gelijk | Winst Maleisië | Doelsaldo Indonesië – Maleisië |
| -------------------------- | --------------- | --------------- | ------ | -------------- | ------------------------------ |
| WK-kwalificatie            | 3               | 0               | 1      | 2              | 2 − 5                          |
| Azië Cup-kwalificatie      | 5               | 0               | 3      | 2              | 2 − 8                          |
| Zuidoost-Azië Cup          | 9               | 5               | 0      | 4              | 18 − 14                        |
| Aziatische Spelen          | 2               | 1               | 0      | 1              | 3 − 3                          |
| Zuidoost-Aziatische Spelen | 10              | 5               | 2      | 3              | 18 − 7                         |
| Vriendschappelijk          | 44              | 18              | 13     | 13             | 74 − 70                        |
| Totaal                     | 73              | 29              | 19     | 25             | 116 − 107                      |

PSSI · 
Indonesisch vrouwenelftal
WK 1938
OS 1956
Afghanistan ·
Andorra ·
Argentinië ·
Australië ·
Bahrein ·
Bangladesh ·
Bhutan ·
Bosnië en Herzegovina ·
Brunei ·
Bulgarije ·
Burundi ·
Cambodja ·
Canada ·
China ·
Cuba ·
Curaçao ·
DDR ·
Denemarken ·
Dominicaanse Republiek ·
Egypte ·
Estland ·
Fiji ·
Filipijnen ·
Ghana ·
Guinee ·
Guyana ·
Hongarije ·
Hongkong ·
India ·
Irak ·
Iran ·
Jamaica ·
Japan ·
Jemen ·
Joegoslavië ·
Jordanië ·
Kameroen ·
Kenia ·
Kirgizië ·
Koeweit ·
Kroatië ·
Laos ·
Liberia ·
Libië ·
Liechtenstein ·
Litouwen ·
Malediven ·
Maleisië ·
Malta ·
Marokko ·
Mauritius ·
Moldavië ·
Myanmar ·
Nederland ·
Nepal ·
Nieuw-Zeeland ·
Nigeria ·
Noord-Korea ·
Oezbekistan ·
Oman ·
Oost-Timor ·
Pakistan ·
Palestina ·
Papoea-Nieuw-Guinea ·
Paraguay ·
Puerto Rico ·
Qatar ·
Saoedi-Arabië ·
Senegal ·
Singapore ·
Sri Lanka ·
Syrië ·
Taiwan ·
Tanzania ·
Thailand ·
Turkmenistan ·
Uruguay ·
Vanuatu ·
Verenigde Arabische Emiraten ·
Vietnam ·
Zimbabwe ·
Zuid-Jemen ·
Zuid-Korea ·
Zuid-Vietnam
FAM · 
A-internationals · 
Maleisisch vrouwenelftal
Afghanistan ·
Algerije ·
Australië ·
Bahrein ·
Bangladesh ·
Bhutan ·
Bosnië en Herzegovina ·
Brazilië ·
Brunei ·
Cambodja ·
Canada ·
China ·
Engeland ·
Fiji ·
Filipijnen ·
Finland ·
Ghana ·
Hongkong ·
India ·
Indonesië ·
Irak ·
Iran ·
Israël ·
Jamaica ·
Japan ·
Jemen ·
Jordanië ·
Kenia ·
Kirgizië ·
Koeweit ·
Laos ·
Lesotho ·
Libanon ·
Liberia ·
Libië ·
Liechtenstein ·
Macau ·
Malediven ·
Marokko ·
Mongolië ·
Myanmar ·
Nepal ·
Nieuw-Zeeland ·
Noord-Korea ·
Oezbekistan ·
Oman ·
Oost-Timor ·
Pakistan ·
Palestina ·
Papoea-Nieuw-Guinea ·
Qatar ·
Saoedi-Arabië ·
Salomonseilanden ·
Senegal ·
Singapore ·
Sri Lanka ·
Syrië ·
Tadzjikistan ·
Taiwan ·
Thailand ·
Turkije ·
Turkmenistan ·
Uruguay ·
Verenigde Arabische Emiraten ·
Vietnam ·
Zuid-Korea ·
Zuid-Vietnam ·
Zweden